# Comuna Păsăreni, Mureș
Păsăreni (în maghiară: Backamadaras) este o comună în județul Mureș, Transilvania, România, formată din satele Bolintineni, Gălățeni și Păsăreni (reședința).

## Demografie
Componența etnică a comunei Păsăreni
     Maghiari (72,81%)
     Romi (18,6%)
     Români (2,39%)
     Alte etnii (0,17%)
     Necunoscută (6,03%)
Componența confesională a comunei Păsăreni
     Reformați (55,52%)
     Adventiști (13,82%)
     Unitarieni (13,37%)
     Romano-catolici (4,44%)
     Penticostali (2,39%)
     Ortodocși (2,28%)
     Alte religii (1,99%)
     Necunoscută (6,2%)
Conform recensământului efectuat în 2021, populația comunei Păsăreni se ridică la 1.758 de locuitori, în scădere față de recensământul anterior din 2011, când fuseseră înregistrați 1.919 locuitori. Majoritatea locuitorilor sunt maghiari (72,81%), cu minorități de romi (18,6%) și români (2,39%), iar pentru 6,03% nu se cunoaște apartenența etnică. Din punct de vedere confesional, majoritatea locuitorilor sunt reformați (55,52%), cu minorități de adventiști (13,82%), unitarieni (13,37%), romano-catolici (4,44%), penticostali (2,39%) și ortodocși (2,28%), iar pentru 6,2% nu se cunoaște apartenența confesională.

## Politică și administrație
Comuna Păsăreni este administrată de un primar și un consiliu local compus din 11 consilieri. Primarul, Antal Szőcs[*], de la Uniunea Democrată Maghiară din România, este în funcție din 2016. Începând cu alegerile locale din 2024, consiliul local are următoarea componență pe partide politice:
|  | Partid                                 | Consilieri | Componența Consiliului | Componența Consiliului | Componența Consiliului | Componența Consiliului | Componența Consiliului | Componența Consiliului | Componența Consiliului | Componența Consiliului | Componența Consiliului |
|  | -------------------------------------- | ---------- | ---------------------- | ---------------------- | ---------------------- | ---------------------- | ---------------------- | ---------------------- | ---------------------- | ---------------------- | ---------------------- |
|  | Uniunea Democrată Maghiară din România | 9          |                        |                        |                        |                        |                        |                        |                        |                        |                        |
|  | Alianța Maghiară din Transilvania      | 2          |                        |                        |                        |                        |                        |                        |                        |                        |                        |

## Personalități născute aici
- Elek Jakab (1820 - 1897), istoric maghiar;
- Iuliu Szöcs (1937 - 1992), voleibalist;
- Ernest Gal (n. 1950), canotor.

## Vezi și
- Biserica unitariană din Gălățeni
- Biserica reformată din Păsăreni
- Biserica romano-catolică din Păsăreni
- Castelul Horváth-Petrichevich din Păsăreni
- Dealurile Târnavelor și Valea Nirajului (arie de protecție specială avifaunistică)

## Imagini

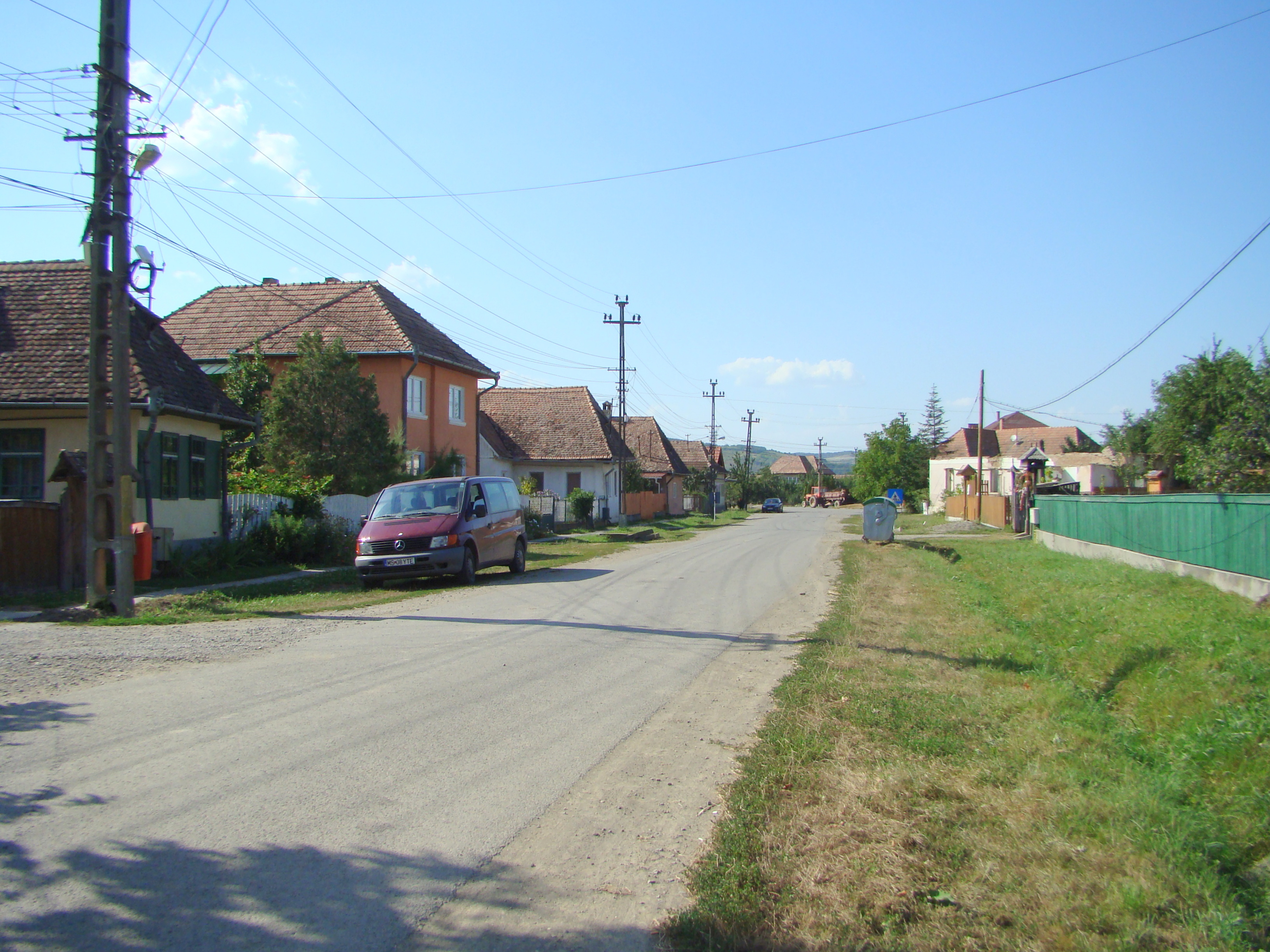
Gălățeni
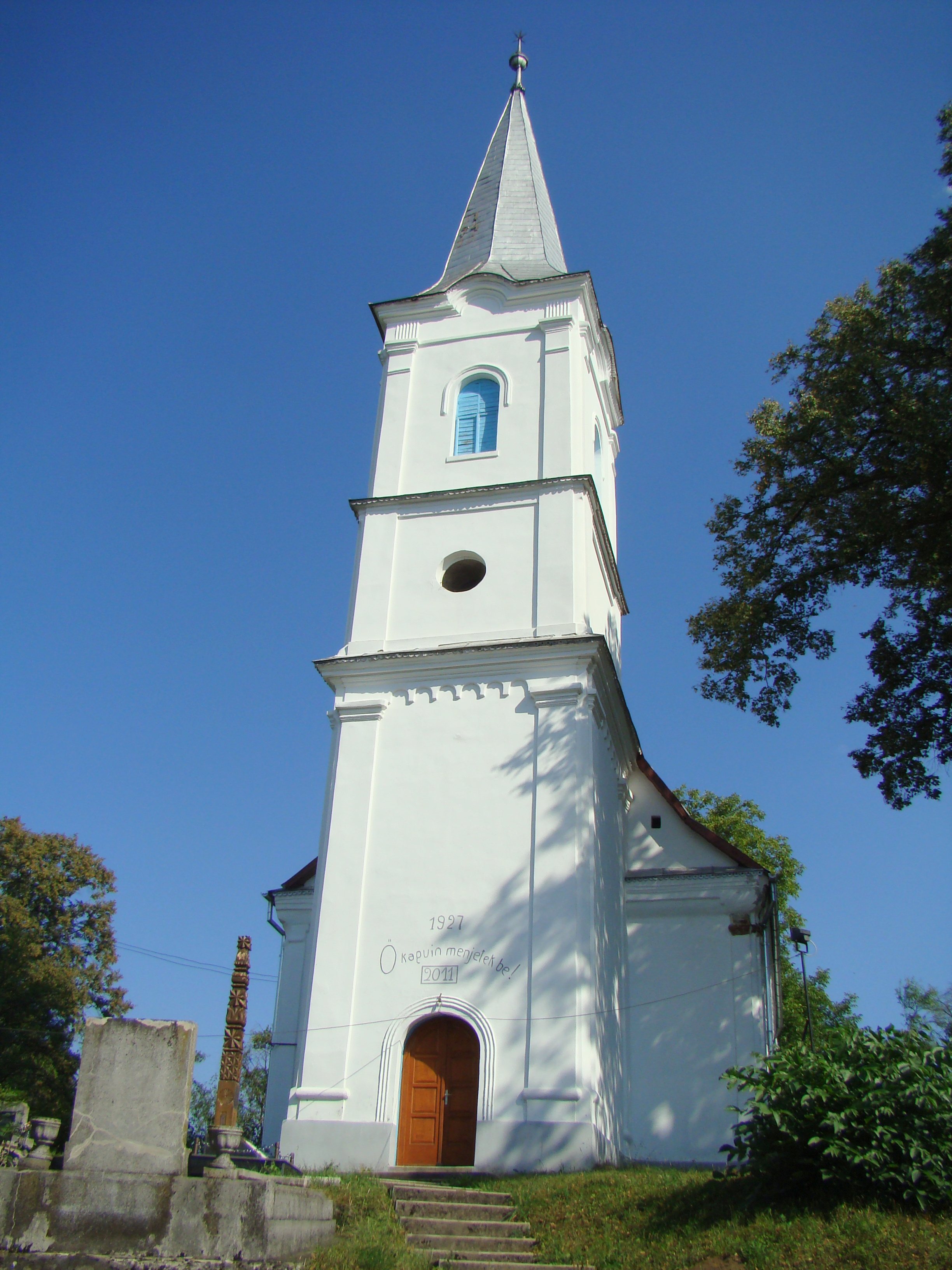
Biserica reformată (1760)
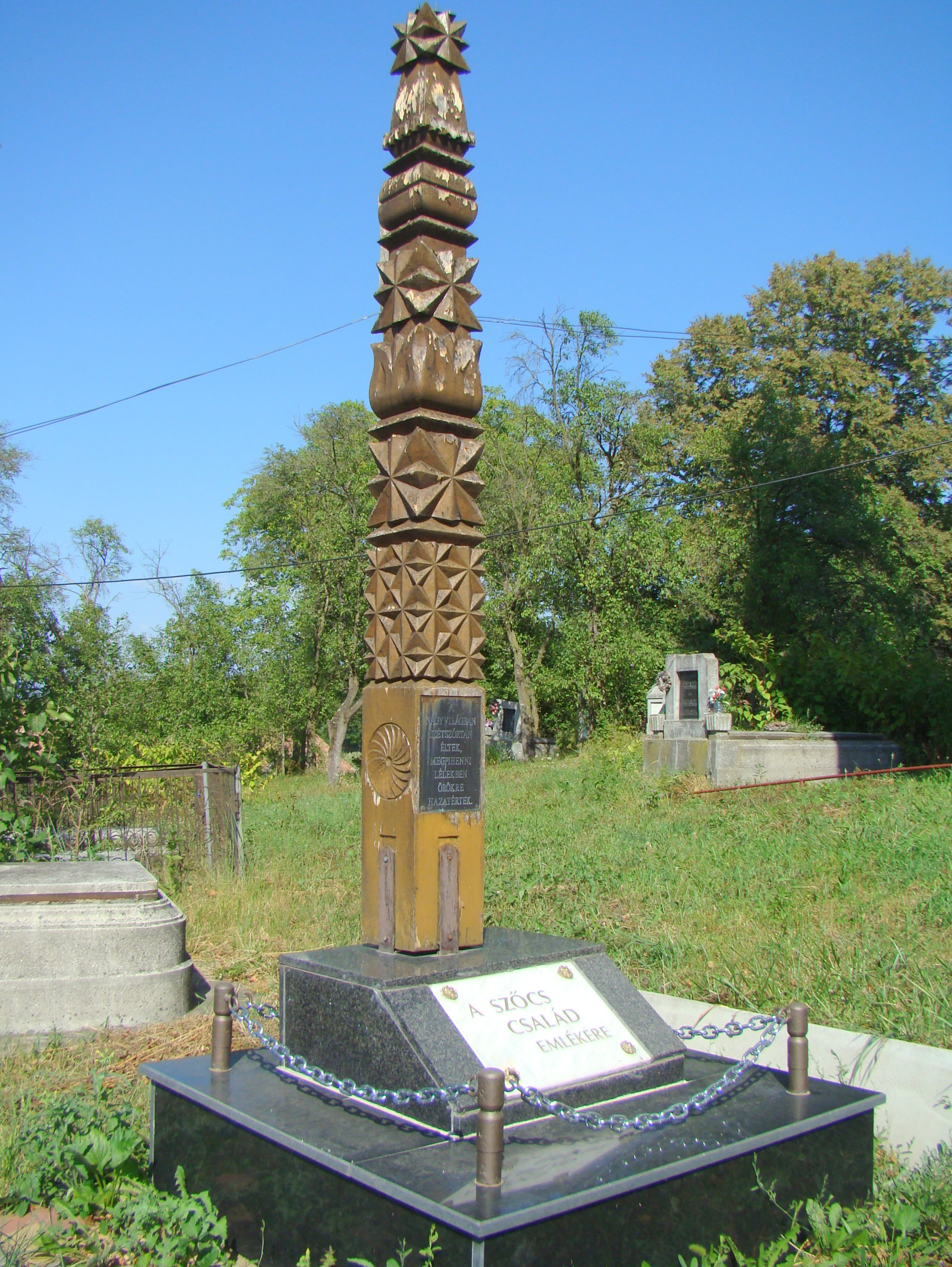
Kopjafa
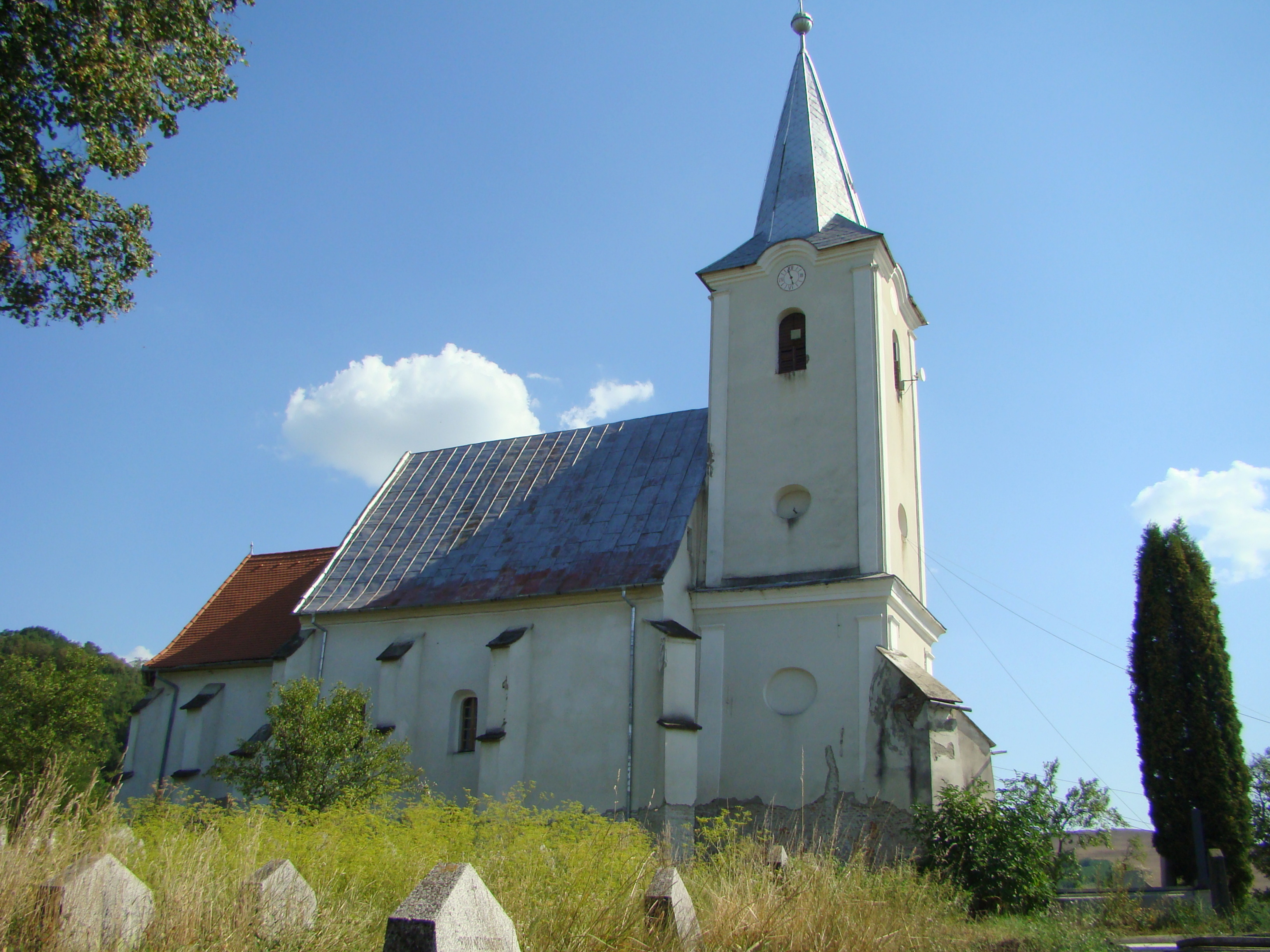
Biserica unitariană (monument istoric)
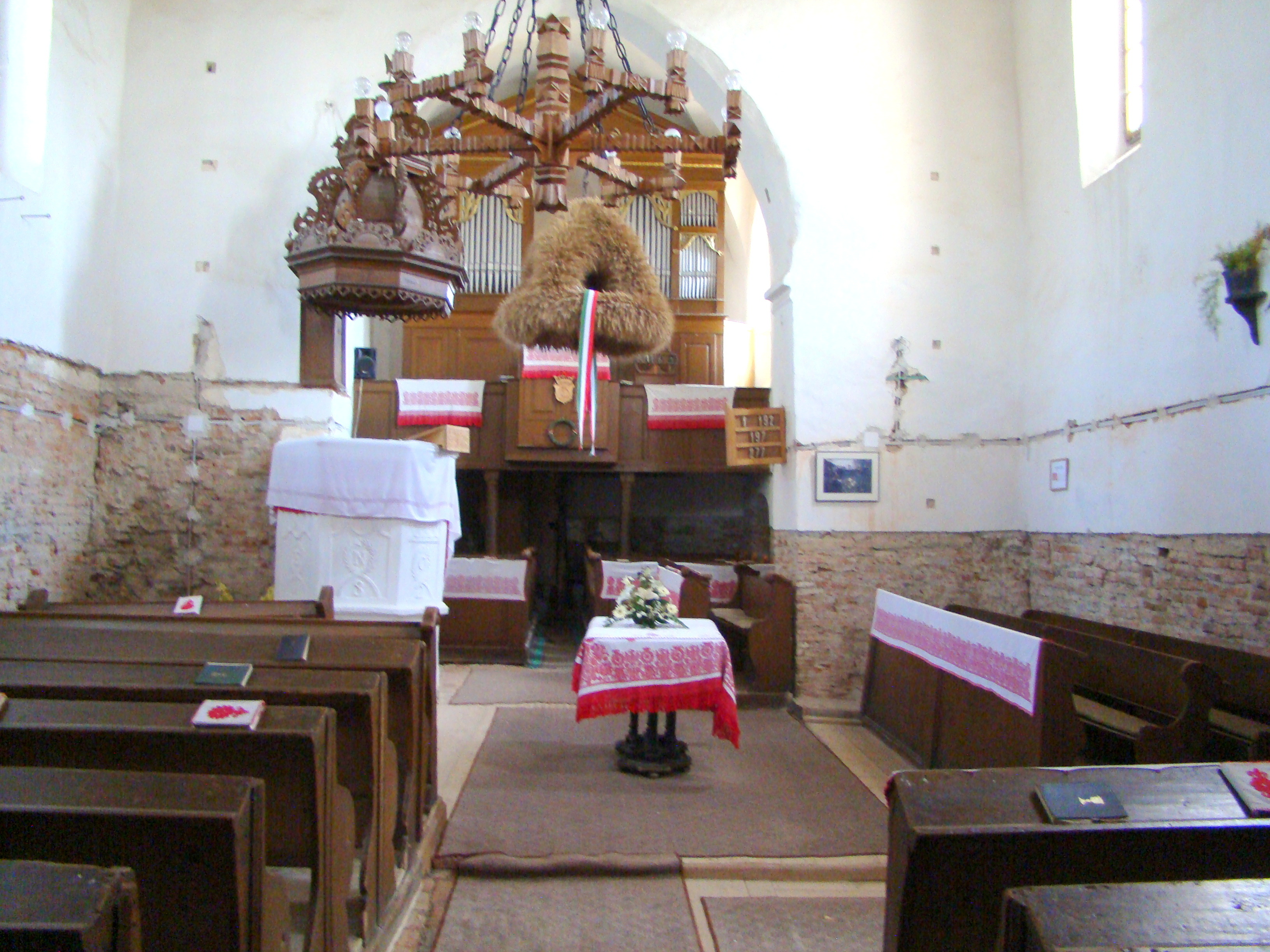
Biserica unitariană (monument istoric)
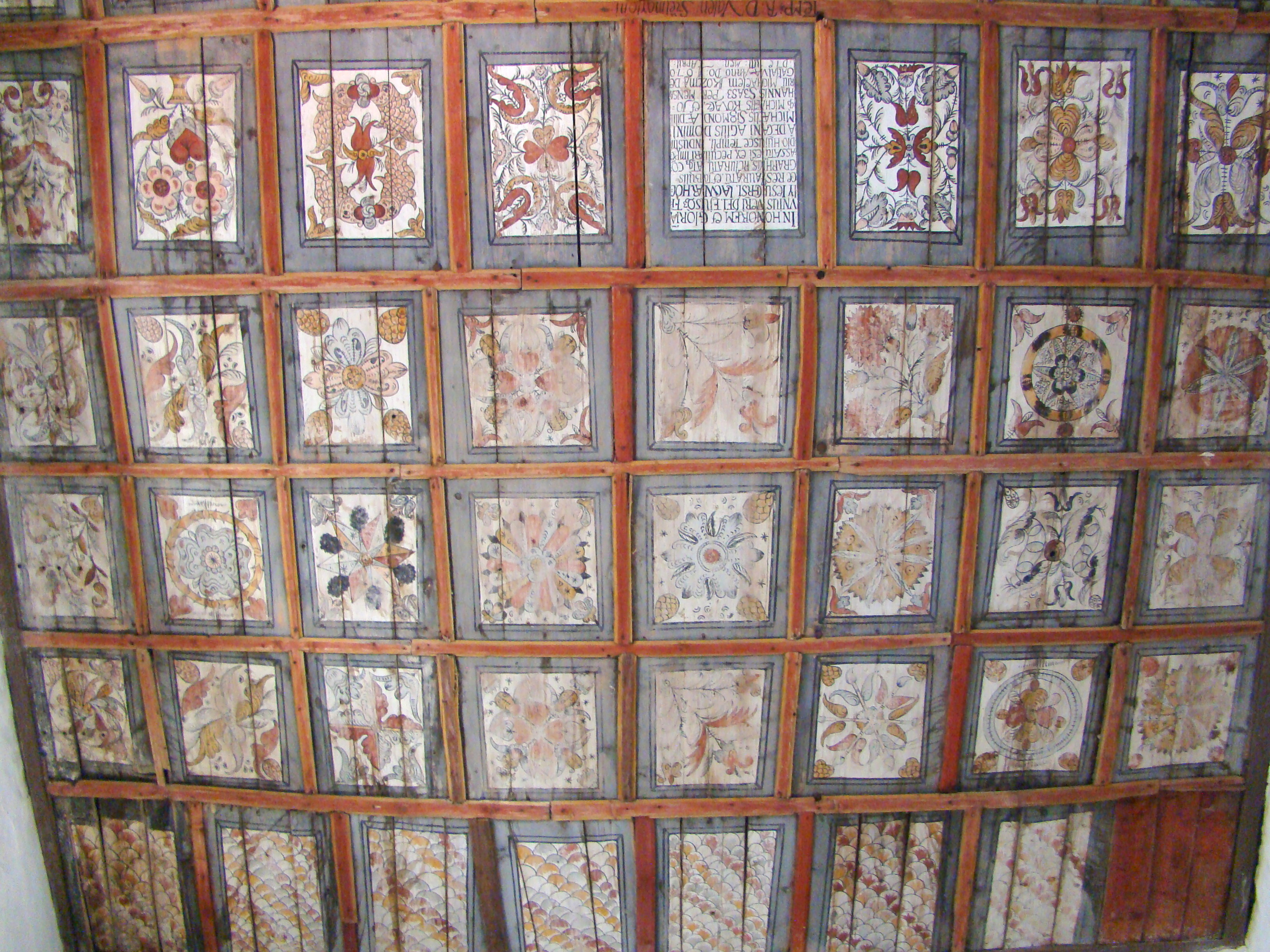
Tavanul casetat
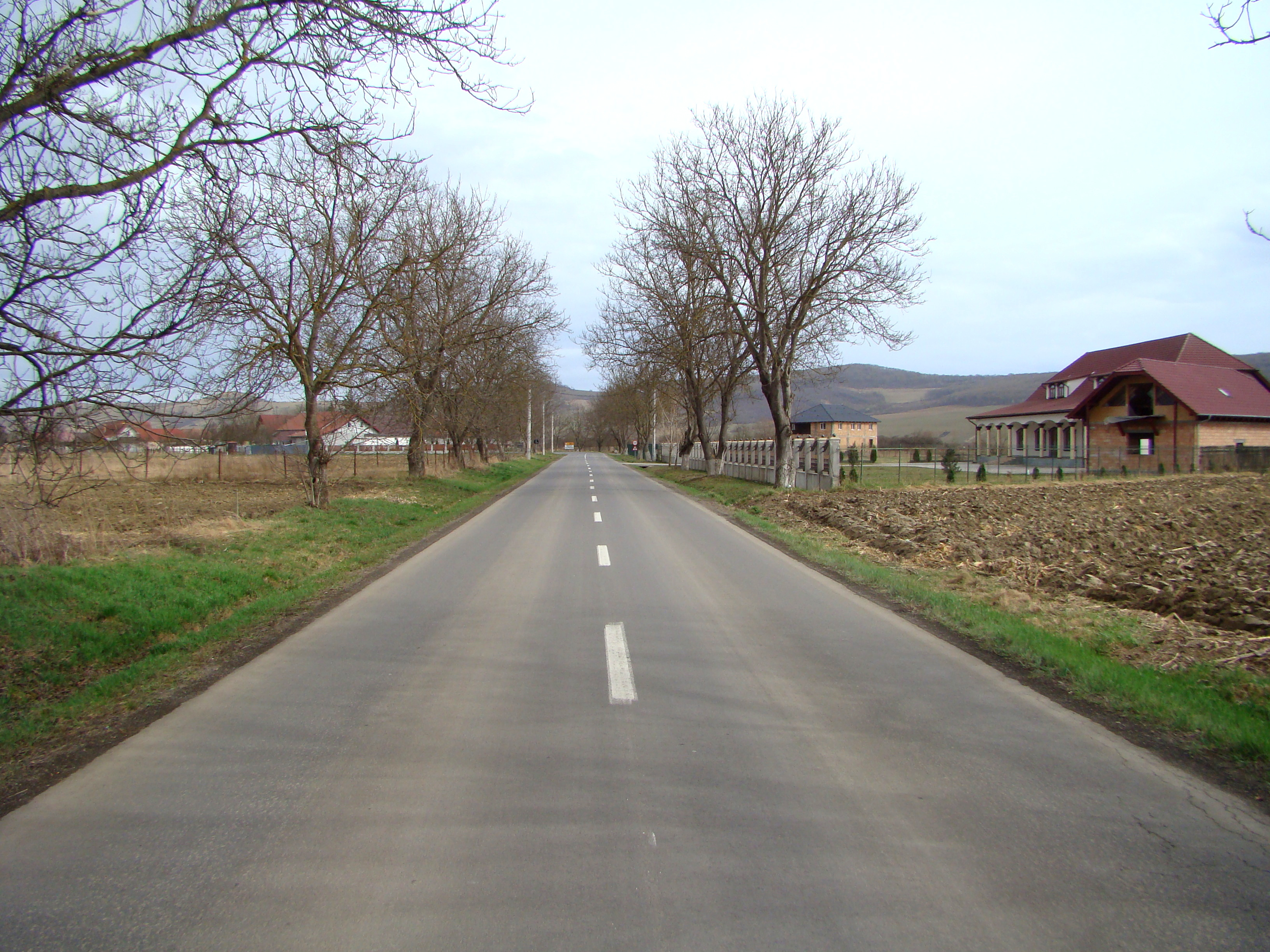
Drumul Bolintineni- Păsăreni
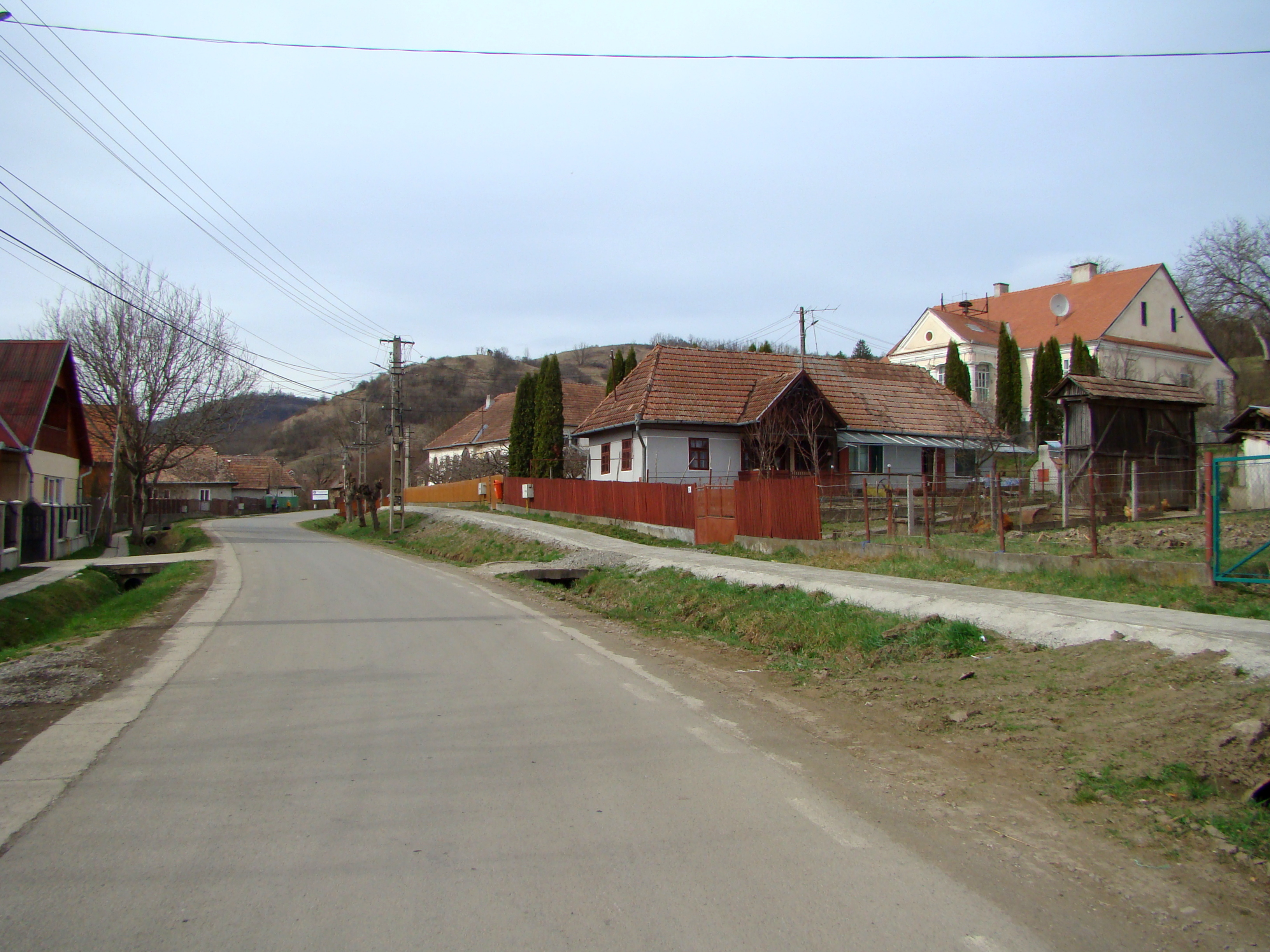
Păsăreni
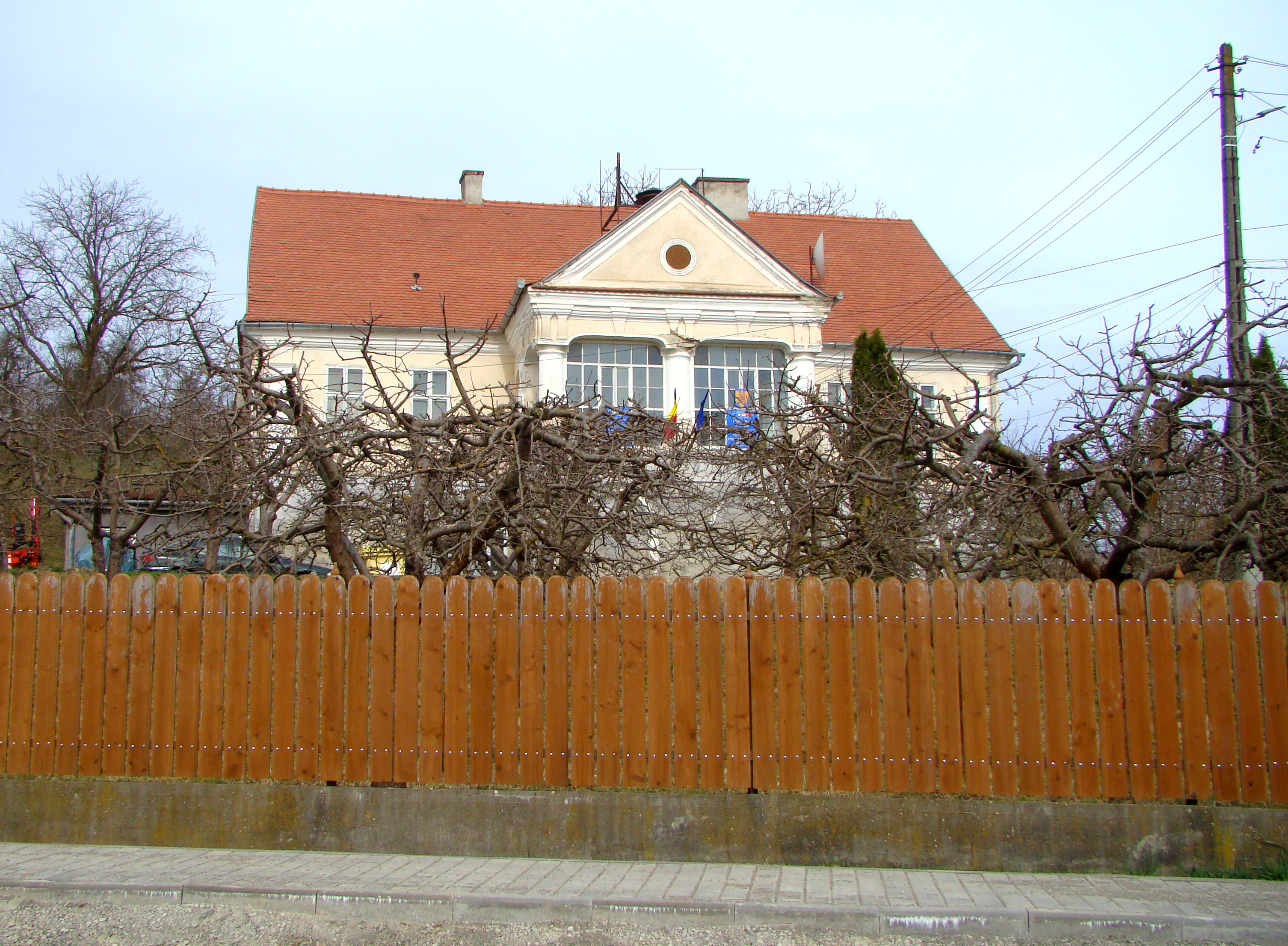
Catelul Horváth-Petrichevich (înc. de sec. XIX, sediu al primăriei din 1925)
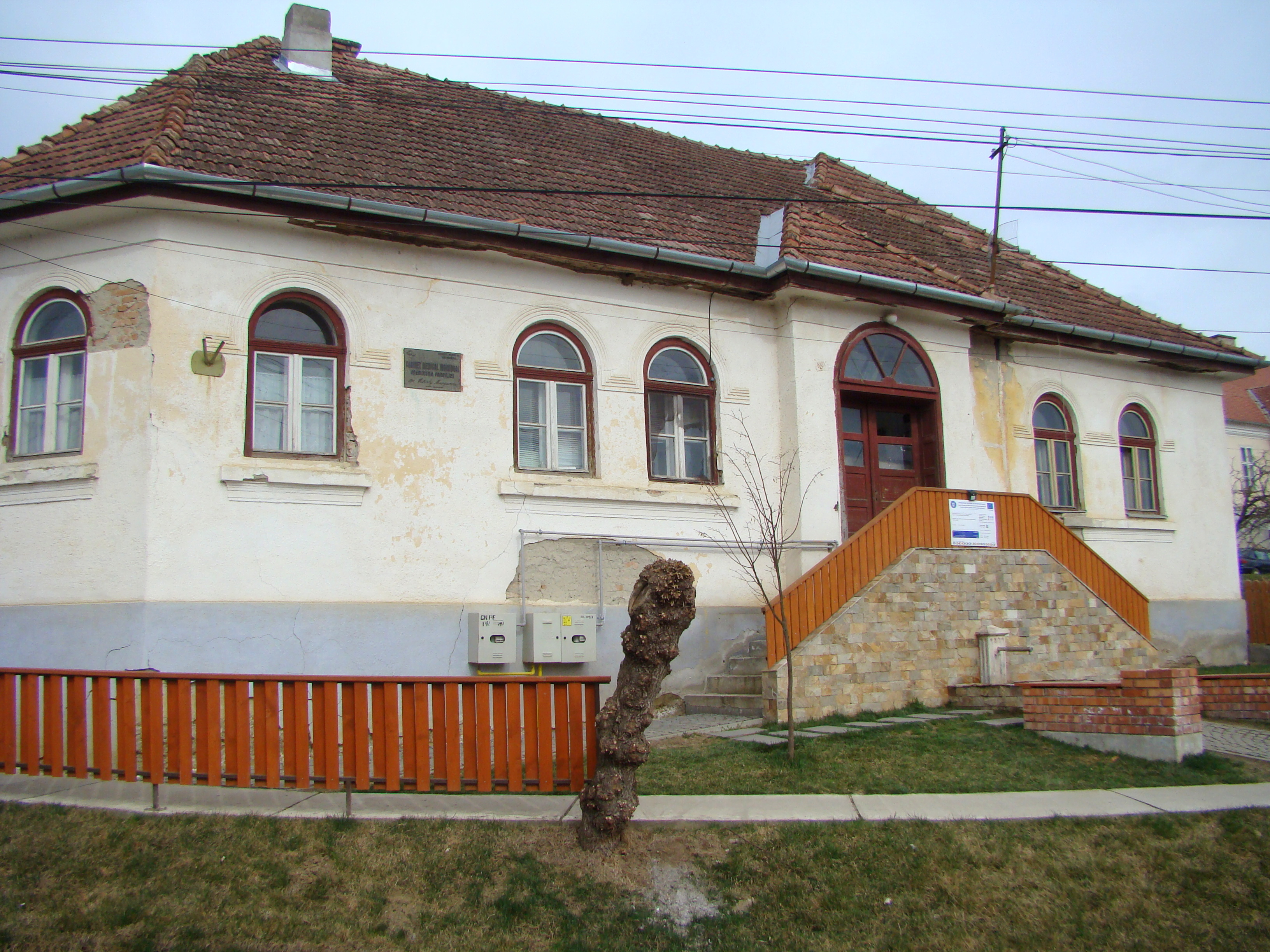
Fostă clădire anexă
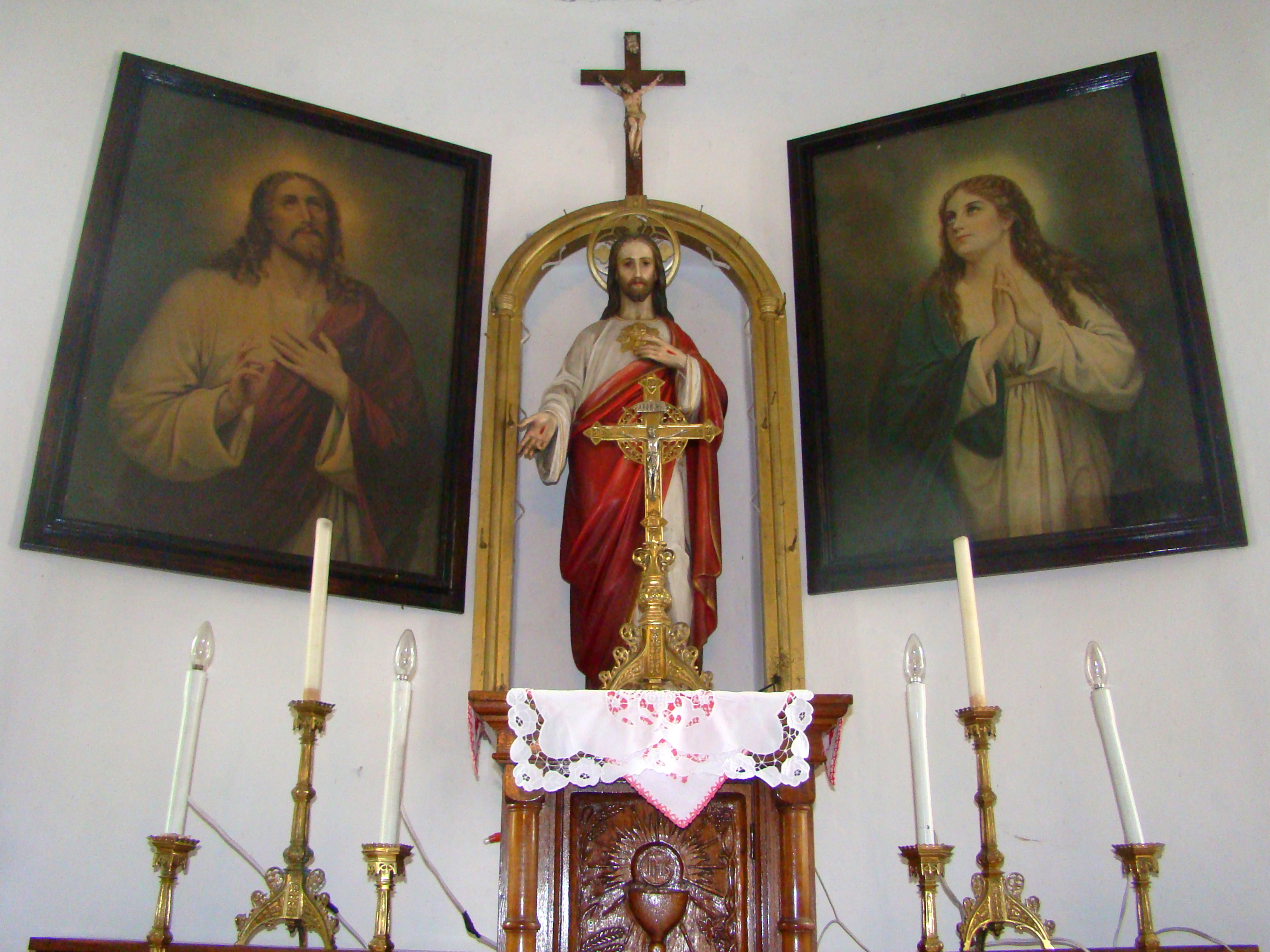
Biserica romano-catolică „Preasfânta Inimă a lui Iisus”
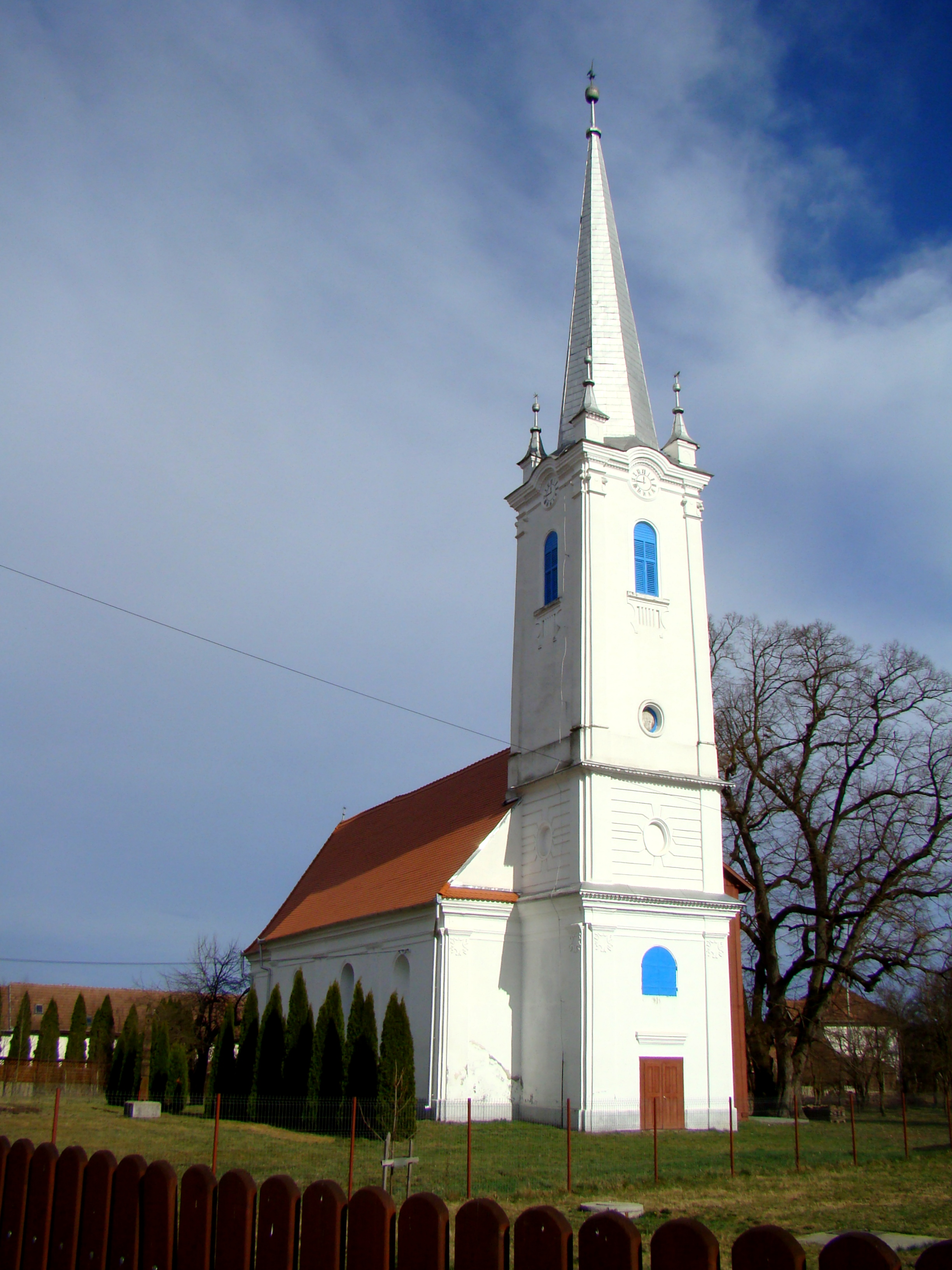
Biserica reformată (1818)
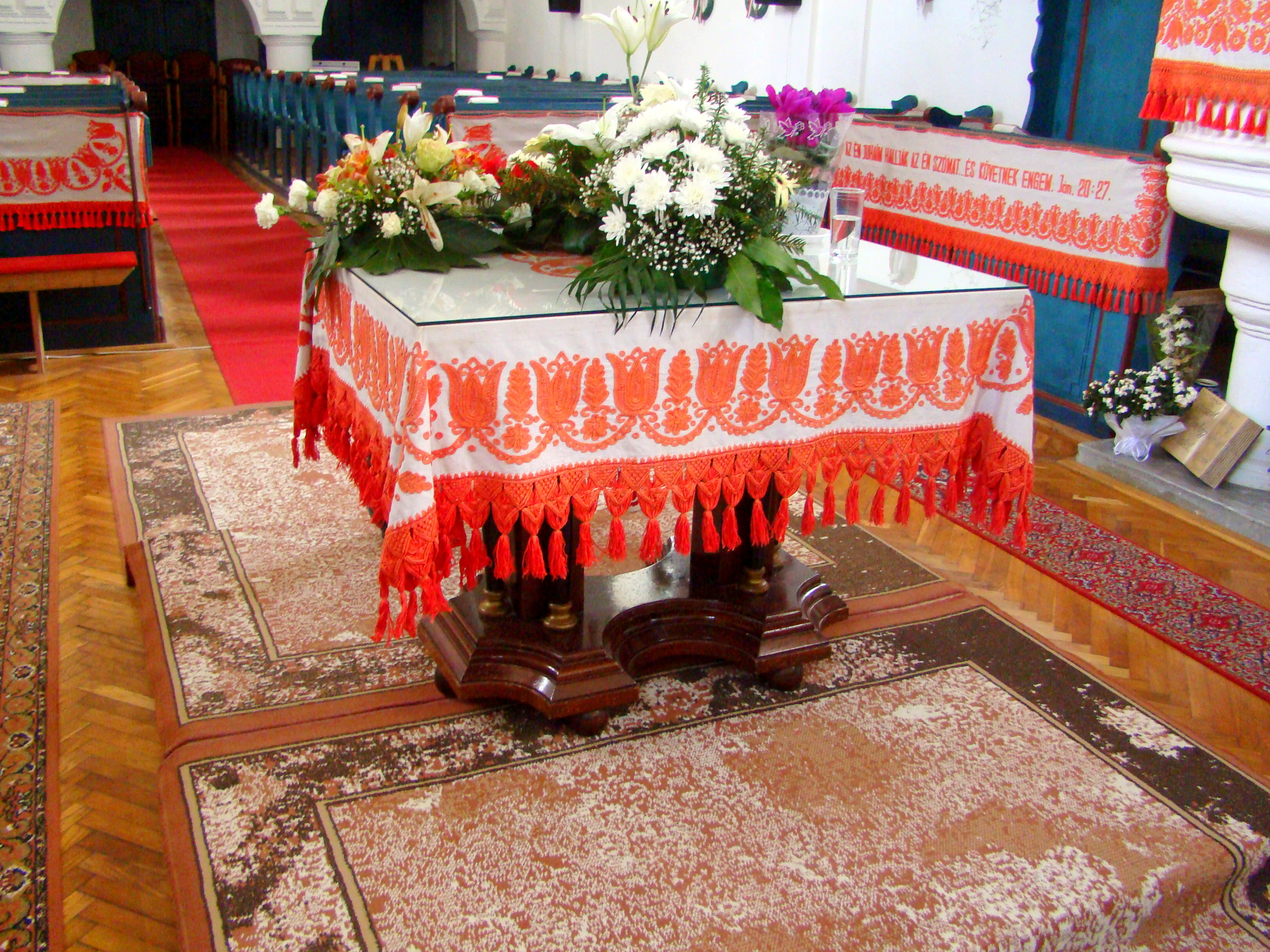
Masa Domnului
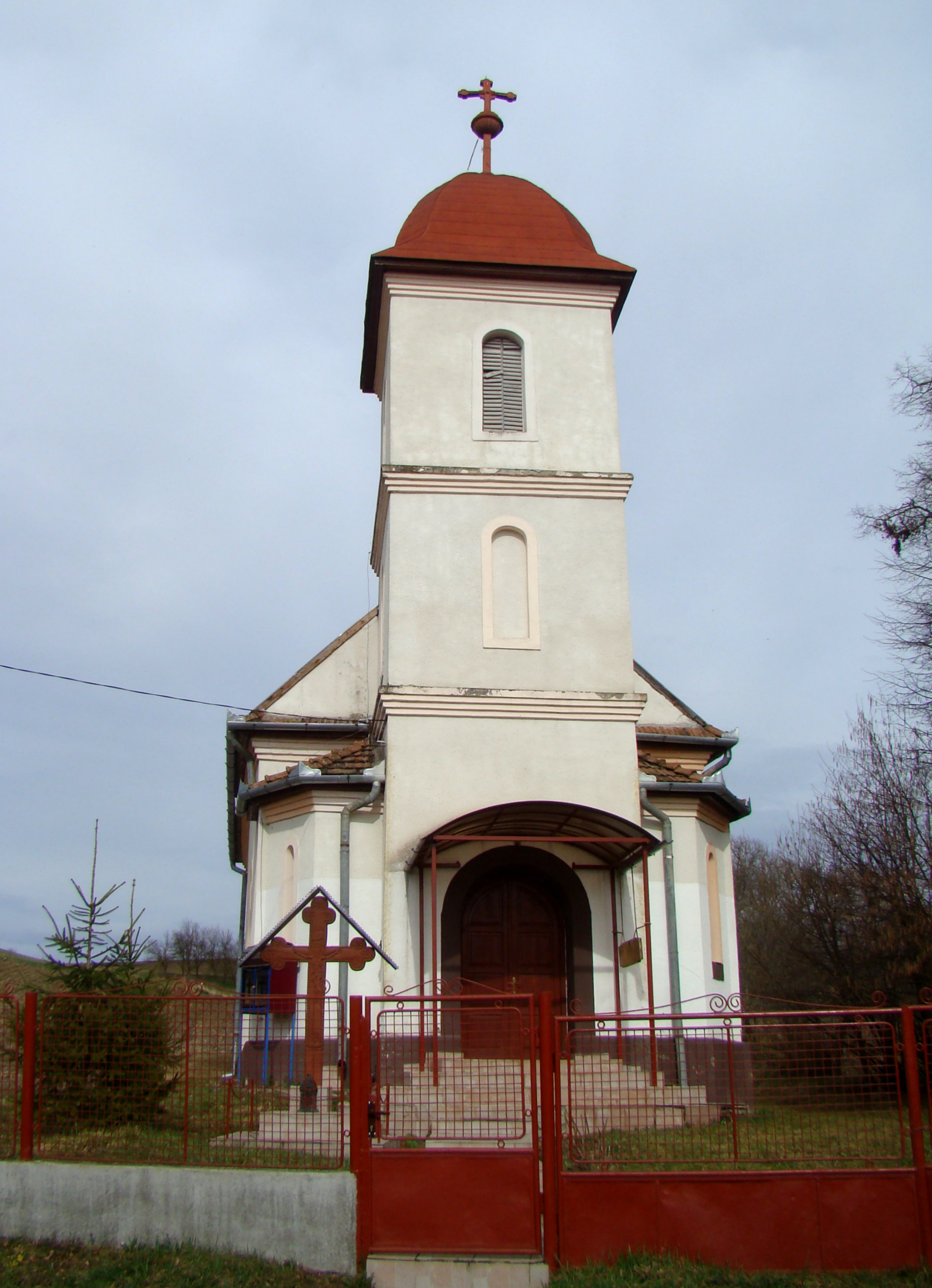
Biserica ortodoxă
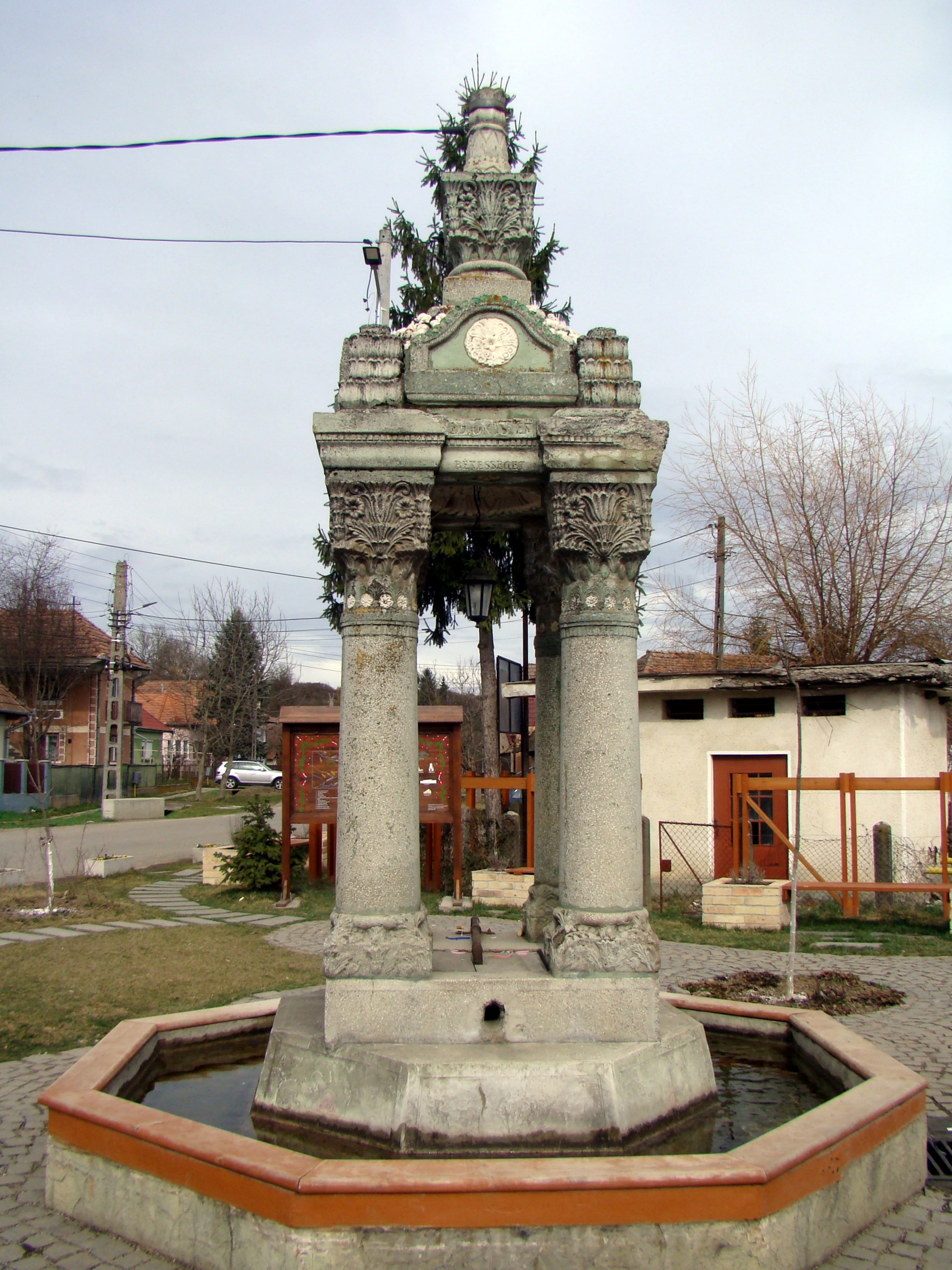